# دوري الدرجة الأولى الروماني 1923–24
دوري الدرجة الأولى الروماني 1923–24 (بالرومانية: Divizia A 1923-1924)‏ هو الموسم 12 من  دوري الدرجة الأولى الروماني. أقيم خلال الفترة 13 يوليو 1924 وحتى 17 أغسطس 1924، وأشرف على تنظيمه اتحاد رومانيا لكرة القدم، وكان عدد الأندية المشاركة فيه  9.